# T. S. Kanaka
Thanjavur Santhanakrishna Kanaka ou T. S. Kanaka, également connue sous le nom de Tanjore Santhana Krishna Kanaka, est une neurochirurgienne indienne née le 31 mars 1932 à Chennai, en Inde, et morte le 14 novembre 2018 dans la même ville. Elle est la première femme neurochirurgienne en Asie et l'une des premières au monde. C'est une pionnière de la chirurgie d'implantation de stimulation cérébrale profonde,.   

## Biographie et formation
Kanaka est l'une des huit enfants de Santhanakrishna et Padmavathi à Madras. Son père est directeur adjoint de l'instruction publique et directeur du Madras Teachers College. Très tôt, T. S. Kanaka est attirée par les études spirituelles, mais malgré son intérêt, elle continue à étudier la médecine, terminant son baccalauréat en médecine (MBBS) en décembre 1954 et obtenant sa maîtrise en chirurgie (MS) en chirurgie générale en mars 1963, . En 1968, elle obtient sa maîtrise en chirurgie (MCh) en neurochirurgie, puis un doctorat en évaluation de la chirurgie stéréostatique dans la paralysie cérébrale en 1972. Après plus de 20 ans de chirurgie, T. S. Kanaka reprend le chemin de l'école et obtient son diplôme d'études supérieures (DHEd) en 1983.

## Travaux scientifiques
Kanaka est l'une des premières femmes neurochirurgiennes au monde, ayant obtenu un Master of Chirurgiae ou MCh (en) en neurochirurgie en mars 1968, après Diana Beck dans les années 1930 et Aysima Altınok (tr) en novembre 1959. Lorsque des débuts de la stéréotaxie à Madras en 1960, le Dr Kanaka est membre de l'équipe chirurgicale de Balasubramaniam Ramamurthi (en) qui a effectué les premières procédures stéréotaxiques en Inde.
Elle est la pionnière de la neurochirurgie fonctionnelle dans les années 1960 et 1970. Elle est également la première à effectuer une stimulation cérébrale profonde dès 1975.  
En 1973, elle effectue un voyage international, d'abord à Tokyo, au Japon, qui est alors l'un des trois endroits au monde où les procédures stéréotaxiques sont effectuées,. Pendant ce temps, T.S. Kanaka obtient une bourse Colombo Plan d'un an, où elle étudie la stimulation du nerf phrénique et les dispositifs biomédicaux, notamment ceux pour la gestion de la douleur et la stimulation diaphragmatique.
T. S. Kanaka prend sa retraite en tant que chirurgienne en 1990, mais elle continue à offrir des services de conseil et refuse de s'installer dans une pratique libérale. À cette époque, elle est officiellement reconnue comme la première femme neurochirurgienne d'Asie. Elle utilise ses propres fonds pour créer un hôpital, nommé en hommage à ses parents, sous le nom de Sri Santhanakrishna Padmavathi Health Care and Research Foundation, qui offre des soins de santé gratuits aux nécessiteux. Elle décède le 14 novembre 2018 à l'âge de 86 ans,.

## Vie privée
Après que T.S. Kanaka obtient avec succès son diplôme de maîtrise, son jeune frère tombe malade et décède à l'âge de neuf ans. Cette tragédie influence la décision de Kanaka de rester célibataire et de poursuivre une carrière en médecine pour consacrer sa vie à aider les patients. 
Le Dr Kanaka a également fait face à beaucoup de discrimination en tant que femme pionnière dans un domaine à prédominance masculine, car les responsables de son programme de médecine se méfiaient de ses capacités, ne choisissant souvent pas T. S. Kanaka pour les interventions chirurgicales et limitant les cas sur lesquels elle pouvait travailler aux urgences. Lors de ses examens, T. S. Kanaka doit se présenter plusieurs fois avant d'être prise au sérieux.
Kanaka figure auparavant dans le Livre des records Limca (en), qui enregistre les records en Inde, pour le plus grand nombre de dons de sang par un individu. En 2004, elle aurait donné son sang 139 fois.